# Fillyra
Fillyra (griechisch Φιλλύρα (f. sg.), bis 1953 Xydia (Ξύδια, zuvor bis 1921 Büyük Sirkeli Μπουγιούκ Σιρκελή Bougioúk Sirkelí)) ist ein Dorf und Sitz der Gemeinde Arriana im Regionalbezirk Rodopi in der griechischen Region Ostmakedonien und Thrakien. 2011 hatte der Ort 909 Einwohner. Die Einwohner sind Muslime.

## Geographie
Der Ort liegt auf 90 m am Talausgang des Flusses Koja Rema (Kotzá Réma), welcher dort aus der Hügelkette der Ori Vyrsinis (Όρη Βυρσίνης) im Norden in die Ebene von Komotini zum Fluss Lissos hin verläuft. Nördlich des Ortes liegt das Dörfchen Agra (Άγρα), in größerer Entfernung liegt im Westen Lambro (Λαμπρό), im Osten ist der nächste Ort Dilina (Δειλινά) und nach Südwesten verbindet die Eparchia Odos Aratou-Ipsoma Sapkas den Ort mit Passos (Πάσσος). Die Hügelkette ist der Südrand der Rhodopen. Komotini liegt etwa 22 km weiter westlich.

## Geschichte
Bis 1953 hieß der Ort Xydia (Ξύδια) und in osmanischer Zeit bis 1921 „Büyük Sirkeli“ (Μπουγιούκ Σιρκελή). Die Wirtschaft des Ortes besteht hauptsächlich in Tabak-Anbau und Viehzucht.